# Санько, Валерий Алексеевич
Валерий Алексеевич Санько (бел. Валер Аляксеевіч Санько; 29 августа 1939 — 22 ноября 2020) — белорусский писатель, публицист, этнограф и краевед, книгоиздатель, журналист. Доктор народной медицины (1991), магистр нетрадиционной медицины (2001). Лауреат премий экологического союза Беларуси, премии министерства культуры БССР (1964). Член Союза журналистов БССР (1966), член Союза писателей РБ (1997).

## Биография
Родился 29 августа 1939 в деревне Великая Слива Слуцкого района Минской области БССР. Фельдшер в деревне Лосичи Пинского района, в армии, Минске, журналист в республиканских газетах «Красная смена» (бел. «Чырвоная змена», 1963—1965), «Звязда» (1965—1972). Заведующий редакцией медицинской и физкультурно-спортивной литературы издательства «Беларусь» (1972—1975), зам. гл. редактора журнала «Здравоохранение Белоруссии» (1975—1976), зам. гл. редактора изд. «Народная асвета» (1978—1982), зав. редакцией краеведения, туризма, физкультурно-спортивной литературы изд. «Полымя» (1982—1990), зам. редактора межгосударственной чернобыльской газеты «Набат» (1990—1991), директор Белорусского издательского товарищества «Хата» (1992—2006). Издал 1089 авторских книг, автор/соавтор 18 собственных книг.
Член КПСС (1960—1989). Зам. председателя Центрального Совета Белорусской крестьянской партии (бел. «Цэнтральнай Рады Беларускай Сялянскай партыі»), от неё трижды выдвигался кандидатом в депутаты Верховного Совета Беларуси (Слуцк, 1995; Солигорск, 1996; Солигорск, 1996). Член Большого и Малого Совета объединения «Белорусы мира» (бел. «Беларусы свету»). Участник всех шести (1993—2013) съездов объединения «Белорусов мира» (на последних четырёх выступал с речами). Участник съездов Общества белорусского языка имени Франциска Скорины.

## Образование
После окончания Велико-Сливской средней школы с отличием окончил Барановичское медицинское училище (1958). Заведывал (открывал) Лосичским ФАПом в Пинском районе Брестской области. Окончил факультет журналистики БГУ (заочно, 1961—1967), Минскую Высшую партийную школу (1976—1978). Окончил аспирантуру Института искусствоведения, этнографии и фольклора АН БССР (1968—1971).
Его записи белорусского фольклора печатались в газетах, журналах, в трёх томах академического 50-томного издания белорусского фольклора. Член-корреспондент «Международной Академии энергоинформационных наук» (МОО МАЭН), активно печатался в научных журналах.

## Творчество
Первый рассказ напечатала 12.01.1958 Барановичская районная газета, первую повесть — республиканская молодёжная газета «Чырвоная Змена» (август — сентябрь, 1964). Напечатал шестьдесят восемь рассказов. Из шестнадцати напечатанных повестей — восемь в газетах, «Пока не зашло солнце» (бел. «Пакуль не зайшло сонца») — в журнале «Молодость» (бел. «Маладосць»,1977, № 6), одна в книге прозы трёх авторов «Знакомство» (бел. «Знаёмства», 1982). Тема книг: проза, лечение травами, оздоровление, приметы, обережничество.
Наиболее значимые книги прозы: «Живительные источники» (бел. «Жыватворныя крыніцы», 1979), «Все окончено: мы прошли по Москве» (бел. «Усё скончана: мы прайшлі па Маскве», 1993; о поражении Карла Гаусгофера и его ученика Адольфа Гитлера), «Не плачь, мать» (бел. «Не плач, маці», 1995), «Домой пойдут все» (бел. «Дахаты пойдуць усе», 1999), «Ненапечатанное. В белгослитструктурах» (бел. «Ненадрукаванае. У белдзяржлітструктурах», 2009), «Грех на них несмываемый» (бел. «Грэх на іх нязмыўны», 2013; об убийстве Янки Купалы), роман «Звенят жаворонки в Чернобыльском небе» (бел. «Звіняць жаўрукі ў Чарнобыльскім небе», 2013), «Современная белорусская литературная жизнь» (бел. «Сучаснае беларускае літаратурнае жыццё», 2015; плюсы/минусы литературных разборок). В книге «Белорусские спортсмены в боях за Родину» (1985) он и другие авторы очерков рассказали про героизм белорусских спортсменов в годы Великой Отечественной войны, об их жизни и труде в послевоенное время.
На 4-й странице обложки книги «Грех на них несмываемый», 2013, впервые опубликован редкий снимок: известные писатели Янка Купала, Платон Галавач, Владимир Хадыка и учащиеся рабфака в Соснах Любанского района Минской области, май, 1933. Среди учащихся отец автора Санько Алексей Андреевич (1914—1941). Пять фрагментов книги опубликовала газета «Наша Слова»
Исследования чернобыльской тематики вылились в документальный роман «Звенят жаворонки в Чернобыльском небе» (612 с.), над ним автор работал 19 лет. О причинах взрыва на ЧАЭС, проблемах и бедах ликвидаторов, переселенцев. Художественный текст дополняют вставки из рассекреченных архивов, документов, научной литературы. Двадцать один фрагмент печатался в трёх республиканских газетах.
В 18-й книге — «Современная белорусская литературная жизнь» (бел. «Сучаснае беларускае літаратурнае жыццё», 280 с.) — критически говорится о работе белорусских редакционных коллективов. Рецензии на книгу — «Интересно о литературной жизни», «Современная литературная жизнь от Валера Санько».
В ноябре 2016 издал книгу «Корриды огненные искры». На белорусском, русском, испанском языках. В ней описывается о связи корридных феерий и спектаклей с белорусскими Купальями, Колядами.
Особенно ярко проявилась белорусское язычество в последних двух книгах автора о классификации древних и современных примет: «Собака в квартире — друга или враг. Что говорят об этом народные приметы», Мн.: МАЭН, 2017, 96 стр.; «Жыць — прыкметы вучыць», Мн.: МАЭН , 208 стар. Автор распределил приметы по разделам: ругань, татуировка, пьянство, курение, грех, вера, собака в квартире, самоубийство, старина.
Немало времени отдавал изучению славянского язычества, религиозного прошлого, примет, обережничества, краеведения. Автор книг по лечению травами (с Н. И. Алексейчик 1992, 1993), о приметах — «Разговор с природой» (1990), афоризмах Италии и Беларуси — «Говорит — Древний Рим, говорят — о Древнем Риме» (бел. «Гаворыць — Старажытны Рым, гавораць — пра Старажытны Рым», 2003).